# Оранська династія
Оранська або Орансько-Нассауська, династія (нід. Oranje-Nassau) — королівська династія Нідерландів, що править країною з 1815 року й понині, гілка Нассауського княжого дому.

## Історія
З XVI століття принци Оранські — впливова олігархічна родина Республіки Об'єднаних провінцій, що з неї обирали штатгальтера республіки. Династичний колір — помаранчевий.
Ім'я династії походить від південнофранцузького Оранського князівства зі столицей в місті Оранж, що його успадкував Вільгельм I Оранський. Вільгельм був один з очільників Нідерландської революції, і його проголосили за стадгаудера (штатгальтера) Голландії, Зеландії та ряду інших нідерландських провінцій. Його спадкоємці теж посідали цю службу та в XVII—XVIII століттях досягли становища фактичних керівників виконавчої влади Республіки Об'єднаних провінцій. Вільгельм III Оранський (1650—1702), крім того, від 1689 року був ще й король Англії, Шотландії та Ірландії. З його смертю рід Оранських згас, і титул принца Оранського перейшов до прямих нащадків брата Вільгельма I — Яна VI Нассауського, чиїм нащадком був король Віллем I (1772—1843).
Королева Нідерландів Вільгельміна (1880—1962) була єдиною дитиною короля Віллема III Оранського. 1901 року вона вийшла заміж за Генріха Мекленбург-Шверінського. Їх донька королева Юліана 1937 року одружилась з Бернардом Ліппе-Бестерфельдським.
1966 року принцеса Беатрікс, донька Бернарда Ліппе-Бестерфельдського та королеви Юліани, одружилась з Клаусом фон Амсберґом з роду Амсберґ.
Їх син, король Віллем-Олександр ван Оранський-Нассау йонхер ван Амсберґ (van Oranje-Nassau jonkheer van Amsberg) має трьох доньок. Старша Катаріна-Амалія є спадкоємницею престолу.
Таким чином, більше 100 років старшинство в Оранський династії передається по материнській лінії.

## Представники
Нідерландські королі й королеви з Оранської династії:
| Портрет | Ім'я                                                 | Дата народження | Дата смерті       | Початок правління | Кінець правління  |
| ------- | ---------------------------------------------------- | --------------- | ----------------- | ----------------- | ----------------- |
|         | Віллем I Віллем Фредерік (Принц Віллем VI Оранський) | 24 серпня 1772  | 12 грудня 1843    | 15 березня 1815   | 7 жовтня 1840     |
|         | Віллем II Віллем Фредерік Георг Лодевейк             | 6 грудня 1792   | 17 березня 1849   | 7 жовтня 1840     | 17 березня 1849   |
|         | Віллем III Віллем Александр Пауль Фредерік Лодевейк  | 17 лютого 1817  | 23 листопада 1890 | 17 березня 1849   | 23 листопада 1890 |
|         | Вільгельміна Вільгельміна Олена Поліна Марі          | 31 серпня 1880  | 28 листопада 1962 | 23 листопада 1890 | 4 вересня 1948    |
|         | Юліана Юліана Емма Луїза Марі Вільгельміна           | 30 квітня 1909  | 20 березня 2004   | 4 вересня 1948    | 30 квітня 1980    |
|         | Беатрікс Беатрікс Вільгельміна Армгард               | 31 січня 1938   |                   | 30 квітня 1980    | 30 квітня 2013    |
|         | Віллем-Олександр                                     | 27 квітня 1967  |                   | 30 квітня 2013    |                   |